# Baluwapati Deupur
Baluwapati Deupur (nep. बालुवापट्टी देउपुर) – gaun wikas samiti w środkowej części Nepalu w strefie Bagmati w dystrykcie Kavrepalanchok. Według nepalskiego spisu powszechnego z 2001 roku liczył on 1086 gospodarstw domowych i 6365 mieszkańców (3103 kobiet i 3262 mężczyzn).